# Hypselecara temporalis
Hypselecara temporalis és una espècie de peix de la família dels cíclids i de l'ordre dels perciformes.

## Morfologia
- Els mascles poden assolir 15 cm de longitud total.[1][2]

## Hàbitat
És una espècie de clima tropical entre 25 °C-30 °C de temperatura.

## Distribució geogràfica
Es troba a Sud-amèrica: conca del riu Amazones (Perú, Colòmbia i Brasil), rius d'Amapá (Brasil) i conca del riu Oyapock al Brasil.